# Kult (rollspel)
Kult är ett svenskt skräckrollspel som gavs ut 1991 av Äventyrsspel. 1993 översattes spelet till engelska och publicerades av Metropolis Ltd. Andra och tredje engelska utgåvan gavs ut 1996 respektive 2001 av franska 7th Circle med licens från Paradox Entertainment och hade undertiteln "Beyond the Veil". Den fjärde utgåvan, "Divinity Lost", kom 2018 och gavs ut av Helmgast.

## Spelvärld
Handlingen i Kult utspelar sig i nutid. Spelvärlden är en kopia av den verkliga världen där människor lever ovetande om sanningen. Verkligheten (som figurerna i rollspelet uppfattar den) är en lögn, uppbyggd av ett väsen, Demiurgen, som har försvunnit. Demiurgen byggde spelets verklighet, men om det var för att skydda karaktärerna eller för att hålla dem fångna är inte känt. Demiurgen härskade över spelets karaktärer i Metropolis - urstaden - en mörk samling platser som sömlöst avlöser varandra över hela jorden. Med sig hade Demiurgen även sina arkonter - olika aspekter av en helhet som enskilt kämpar om makten över mänskligheten. Illusionen rämnar i och med att Demiurgen försvinner och mänskligheten börjar vakna ur sin dvala.
Kult behandlar många religiösa frågor och ger en mörk bild av verkligheten där människor en gång var gudar, men nu är slavar. Kult baserar sig på bland annat kabbalah, gnosticism och en stor dos av mesopotamisk teologi. Dess estetik och tematik är tydligt gotisk och inspirerad av sena 1980-talsfenomen som filmen Hellraiser och rockbandet Sisters of Mercy. 

## Kritik
När Kult först gavs ut blev det genast kritiserat av såväl politiker som religiösa samfund. Reportageboken De Övergivnas Armé från 1997 attackerad rollspel i allmänhet och Kult i synnerhet, med konspirationsteoretiskt färgade anklagelser om att spelet kunde knytas till organiserat våld och satanism.
Uppståndelsen runt rollspelet ledde till att flera affärskedjor i Sverige inte bara tog bort Kult från butikshyllorna utan flera leksaksbutiker även slutade saluföra rollspel i allmänhet.
Kult har i debatten ofta använts som ett skräckexempel på vad ett rollspel är eftersom det innehåller mycket droger, ockultism, sex och våld. Detta gäller speciellt med tanke på att dessa ämnen tas upp på ett sätt som inte anses lämpligt för en yngre publik.

## Utgivning
Den första svenska utgåvan kom 1991. Den kom i form av en box med tre häftade böcker kallade sanningen, lögnen och vansinnet. Medföljde gjorde även en 20-sidig tärning och rollformulär. Den andra utgåvan kom 1994, denna gång utan box och med allt material hopslaget till en limbunden bok i A4-format. Under perioden 1993 till 2001 gavs tre versioner ut på engelska. Spelet finns även översatt till italienska, spanska, franska, polska och tyska.
Den 25 februari 2016 släppte Helmgast en kickstarterkampanj med syfte att återuppliva Kult. Kampanjen drog in totalt 2 746 655kr. Trots att målet var att stå redo december 2016, dröjde det till 21 november 2018 innan projektet var färdigställt. Under själva arbetet fanns det beta-material tillgängligt för dem som var med i kickstartern och fans hade möjlighet att vara med och påverka innehållet samt hjälpa till att bidra. Samma vår som spelet släpptes så släpptes även romanerna "För Gudinnan"  och "Döden är bara början" skrivna av respektive Anders Fager och Gunilla Jonsson och Michael Petersén. 

## Lista över utgivet material

### Target Games (svenska)
- Kult - grundregler (1991)
- Den svarta madonnan - äventyr (1991). Äventyrets bakgrundshistoria söker sig tillbaka till andra världskriget och den tyska belägringen av dåvarande Leningrad där ofattbara mänskliga lidanden får illusionen att rämna. Handlingen i nutid startar i Tyskland där rollpersonerna drabbas av en mystisk förbannelse som tar formen av en långsamt dödande sjukdom. Jakten på orsaken till förbannelsen och ett sätt att bryta den för rollpersonerna österut mot Ryssland och till platser bortom denna värld.
- Fallna änglar - äventyr (1991)
- Mörkrets legioner - kampanjmodul (1992)
- Tarotikum - äventyr (1992)
- Kult - grundregler, andra utgåvan (1994)
- Spelledarskärm - tillbehör till den andra utgåvan, utgivet tillsammans med äventyret Et in Arcadia Ego (1994)
- Metropolis - kampanjmodul till den andra utgåvan (1994)

### Metropolis Ltd. (engelska)
- Kult, Death is only the beginning - 1:a engelska utgåvan. Grundregler (1993)
- Legions of Darkness, kampanjmaterial (1993)
- Kult GM Screen, spelledarskärm utgiven tillsammans med äventyret Unto Death (1994)
- Fallen Angels, äventyr (1994)
- Taroticum, äventyr (1994)
- Metropolis - kampanjmaterial (1995)
- Purgatory - kampanjmodul (1996)
- Player's companion - spelarhandbok (1996)
- Beyond the Boundaries - magiexpansion (1996)
- Heart, Mind and Soul - magiexpansion (1996)
- The Judas Grail - äventyr (1996)
- Kult - Reality is a lie - 2:a engelska utgåvan. Grundregler (1997)

### 7th Circle (engelska)
- Kult Rumours - spelarbok (2001)
- Kult: Beyond the Veil - grundregler (2004)

### Helmgast (engelska)
- Kult: Divinity lost - 4th edition core rules (2018[4]). Gavs även ut i Black edition och Bible edition.
- The Black Madonna - Äventyr (2018[5])
- Taroticum and other tales - Äventyrssamling (2018[6])
- Player's guide - spelartillbehör (2018)
- Archetype bundle - spelartillbehör (2019)
- Reference deck - speltillbehör (2019)
- Tarot cards - speltillbehör (2019)
- Screams and Whispers - speltillbehör (2021)